# 아시안 게임 카타르 선수단
아시안 게임 카타르 선수단은 카타르 대표로 아시안 게임에 참가하는 선수단이다. 